# Ladakh

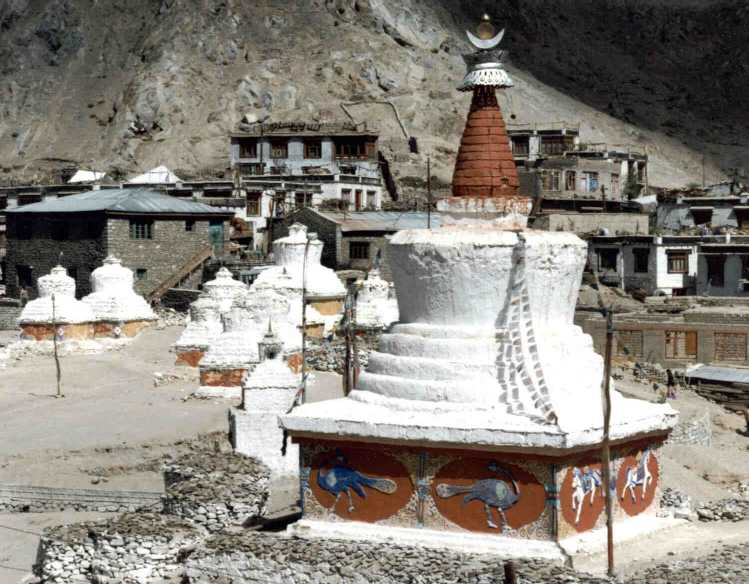
Chörten

Ladakh (tibetisch ལ་དྭགས་ Wylie la-dwags; Hindi लद्दाख़ IAST Laddākh [ləd̪.d̪ɑːx]; Urdu لدّاخ) ist seit Oktober 2019 ein Unionsterritorium Indiens. Zuvor war es eine Division des indischen Bundesstaates Jammu und Kashmir und nahm fast 40 % von dessen Fläche ein. Ladakh besteht aus den Verwaltungsdistrikten Kargil und Leh. Das Gebiet ist weitgehend hochgebirgig und mit 274.000 Einwohnern nur dünn besiedelt. Ladakh ist bekannt für die Schönheit seiner entlegenen Berge und die tibetisch-buddhistische Kultur, daher wird es auch als Klein-Tibet bezeichnet.

## Geschichte
Ladakh war ein unabhängiges buddhistisches Königreich. Ein Konflikt mit Tibet endete 1681 mit dem Versuch einer Invasion durch den fünften Dalai Lama. Mit Hilfe des Mogulreichs  konnten die Ladakhi wieder die Kontrolle über ihr Land ausüben, Ladakh wurde aber Vasall des Mogulreichs. Mitte des 18. Jahrhunderts löste Kaschmir das Mogulreich als Empfänger des Tributs ab, 1819 der Punjab. 1834 wurde das Land von Jammu erobert. In der Folge wurde Ladakh mit Kaschmir ein Teil Britisch-Indiens. Das Gebiet des Königreichs ist heute ein Teil von Indien und Pakistan, die Region Aksai Chin wird von der Volksrepublik China kontrolliert. Nach offizieller indischer Sicht gehören das unter pakistanischer Kontrolle stehende Gilgit-Baltistan sowie die chinesisch kontrollierten Gebiete Aksai Chin und das Shaksgam-Tal zum Unionsterritorium.
Ein im August 2019 verabschiedetes Gesetz hat den Bundesstaat Jammu und Kaschmir am 31. Oktober 2019 in zwei Unionsterritorien reorganisiert, Jammu und Kaschmir und Ladakh. Die in dem Gesetz enthaltenen Bestimmungen schufen die Positionen des Vizegouverneurs von Jammu and Kashmir und des Vizegouverneurs von Ladakh.
Oberstes Gericht Ladakhs ist der High Court of Jammu and Kashmir and Ladakh mit Sitz abwechselnd in Srinagar und Jammu.

## Geographie

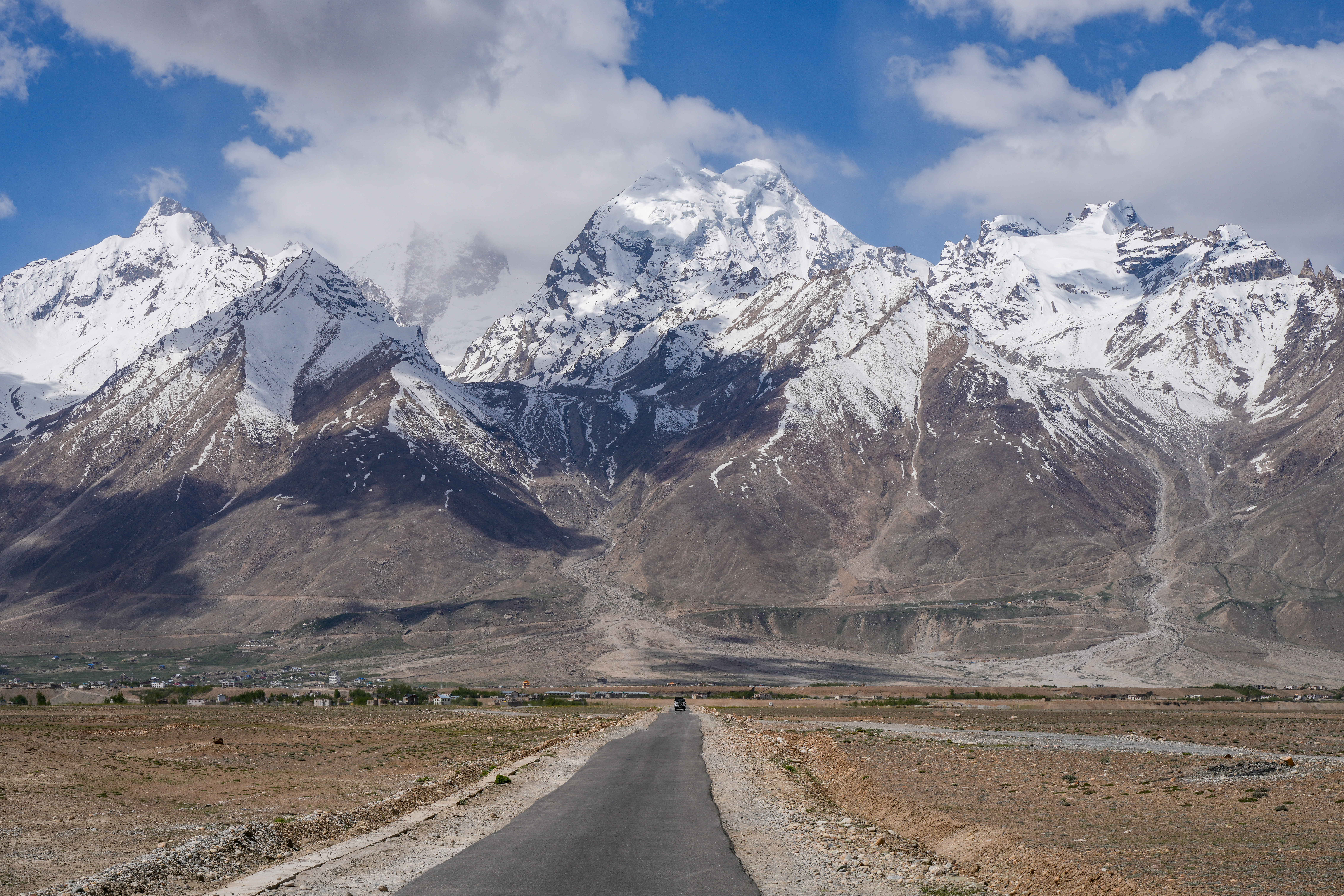
Blick auf den Himalaya bei Padum

Ladakh erstreckt sich zwischen den Gebirgsketten des Himalaya (mit dem Stok Kangri als bekanntestem Berg) und des Karakorum und dem oberen Tal des Indus. Die Täler befinden sich auf einer Höhe von 3000 m ü. d. M., womit sie die höchstliegenden Kaschmirs sind. Die Berge erreichen Höhen von über 7000 m ü. d. M. Der 1913 erstmals bestiegene Nun mit 7135 m und der benachbarte Kun mit 7077 m, der 1906 erstmals bezwungen werden konnte, sind die höchsten Berge Ladakhs. Die Hauptstadt von Ladakh ist Leh (etwa 27.500 Einwohner). Unweit von Leh befindet sich der Khardong-Pass, einer der höchsten befahrbaren Pässe der Welt.
Ladakh ist ein sehr trockenes Gebiet (vergleichbar mit der Sahara), da die Hauptkette des Himalaya verhindert, dass die indischen Sommermonsune bis nach Ladakh durchdringen. Die kalten Winter sind nicht schneereich, jedoch sehr windig. Der Niederschlagsmangel wird durch Bewässerung ausgeglichen. Im Indus- wie im Zanskar-Tal und genauso in den Nebentälern des Suru, des Nubra oder Shyok wurden fruchtbare Oasen geschaffen, die Getreide und Gemüse gedeihen lassen. Die Oasen sind häufig Eigentum von Klöstern und werden von ihnen bewirtschaftet. Die Klöster sind für dortige Verhältnisse reich (Großgrundbesitzer, erhalten Spenden vor allem aus dem Ausland sowie von Touristen).
Der wichtigste Fluss in Ladakh ist der Indus. Er entwässert die gesamte Provinz und wird von einigen wenigen Brücken überspannt. Er gibt der Region die Bedeutung als Knotenpunkt der Handelswege von Nordwest-Indien nach Tibet und nach Turkestan. Nur ein Teil der wichtigsten Verkehrswege ist asphaltiert.
In Ladakh gibt es außerhalb bewässerter Zonen kaum Baumbewuchs, dafür zahlreiche Blütenpflanzen, die in Höhen von über 5000 m ü. d. M. noch wachsen. Die verhältnismäßig wenigen Bäume, welche in Ladakh zu finden sind, wurden von den Ladakhis selber eingeführt. Am häufigsten vertreten sind dabei die Pappeln.

### Klimawandel in Ladakh
Jüngere Expeditionen in die schwer zugängliche Hochgebirgslandschaft haben zu Tage gebracht, dass die Niederschläge – vor allem des Monsuns – in Ladakh drastisch zurückgegangen sind. Nach Berichten der örtlichen Bevölkerung sind Seen in den letzten Jahrzehnten stark ausgetrocknet und zu Salzseen geworden, in denen keine Fische mehr leben und aus denen Nutztiere nicht mehr trinken können.
Ladakh ist somit langfristig durch Wassermangel bedroht. Gebiete abseits großer Fließgewässer wie dem Jhelam können nicht weiter bewohnt werden; Gletscher existieren aufgrund der fehlenden Niederschläge oft ebenso wenig, wie sich die Seen nicht mehr ausreichend füllen.

## Verwaltungsgliederung
Ladakh gliedert sich in zwei Distrikte: der Distrikt Kargil im Westen und der Distrikt Leh im Osten.
| Gebiet          | Fläche (km²) | Einwohner | Bev.-dichte (Ew./km²) |
| --------------- | ------------ | --------- | --------------------- |
| Distrikt Kargil | 14.036       | 140.802   | 10,03                 |
| Distrikt Leh    | 45.110       | 133.487   | 2,96                  |
| Gesamt          | 59.146       | 274.289   | 4,64                  |

## Sprache
Die ladakhische Sprache ist eine altertümliche Variante der tibetischen Sprache, in der sich viele frühere Formen erhalten haben. Im Ladakhi sind zahlreiche Konsonanten erhalten, die im Zentraltibetischen ausgefallen sind. Beispiele: Die Entsprechung des deutschen „ja“ wird auf Tibetisch klas geschrieben und im Ladakhi auch so ausgesprochen, in Zentraltibet hingegen la. Auch die ursprüngliche Aussprache von Lama hat sich in Ladakh erhalten, hier sagt man bla ma.  Die ladakhische Sprache hat ungefähr 100.000 Sprecher in Indien und vielleicht 12.000 Sprecher in Tibet. Die drei gebräuchlichsten Dialekte sind Leh, Shamma und Nubra.

## Religion

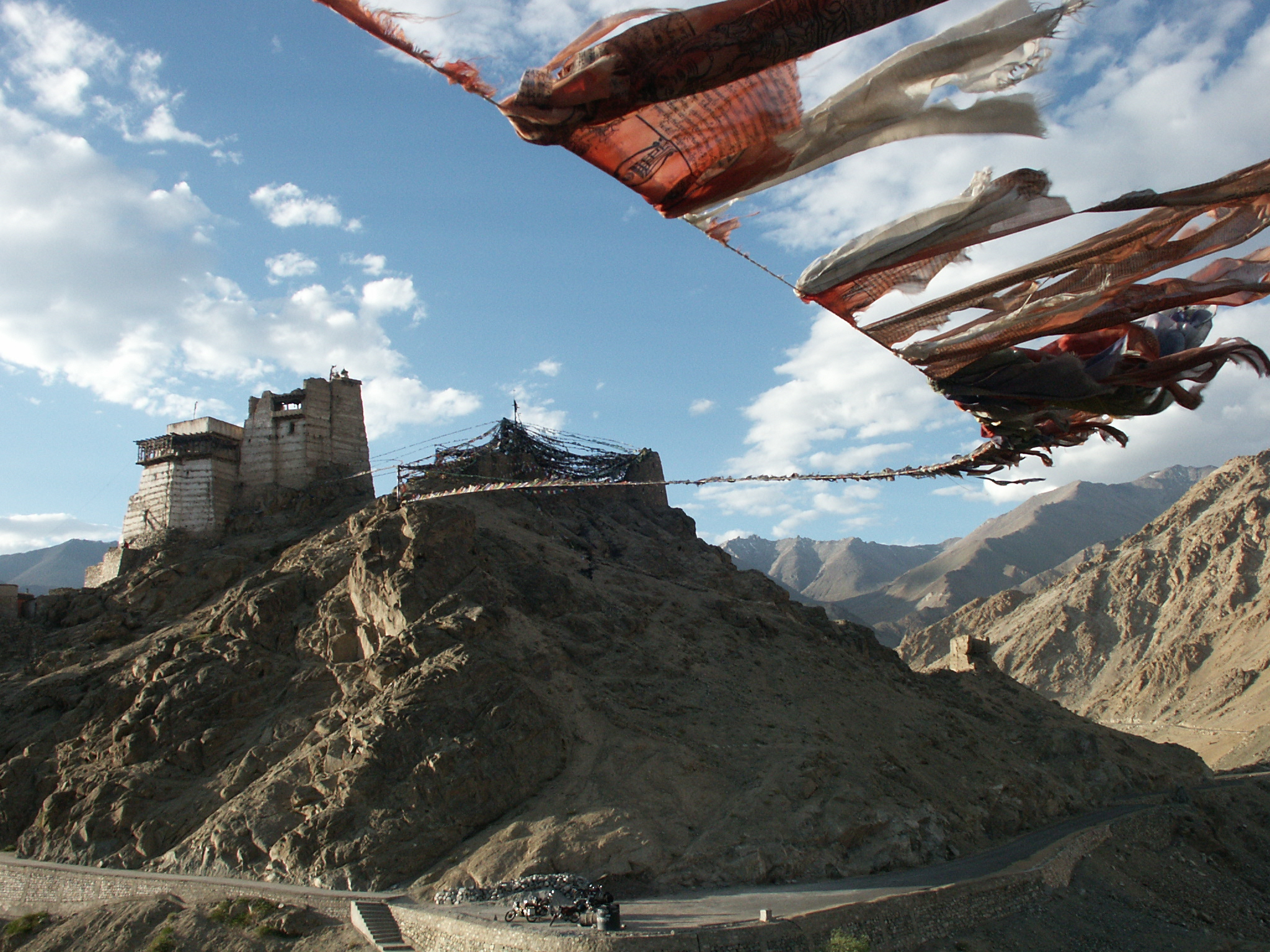
Gebetsflaggen verbinden die beiden Gipfel des „Peak of Victory“ über Leh

Zwischen Ladakh und Tibet bestehen viele kulturelle und religiöse Beziehungen, beruhend auf dem tibetischen Buddhismus.
Nicht zuletzt durch ihre Konzentration im Distrikt Kargil bilden allerdings mit 45 % schiitische Muslime die größte Gruppe in Ladakh, gefolgt von ca. 40 % Buddhisten und ca. 12 % Hindus. Dagegen ist im Distrikt Leh der Buddhismus dominierend, er erreicht dort 66 %.
In Ladakh existieren seit der Ankunft von Missionaren der evangelischen Herrnhuter Brüdergemeine aus Sachsen im 19. Jahrhundert kleine christliche Kirchen.

## Wirtschaft
Die Haupteinnahmequelle ist heute der Tourismus, insbesondere nachdem er im muslimischen Kaschmir aufgrund des Kaschmir-Konfliktes zusammengebrochen ist und die indische Regierung ihn fördert.
Früher dominierte die landwirtschaftliche Selbstversorgung als Wirtschaftsform, heute steigt einerseits der Anteil der Bewohner, die an Reisenden verdienen, anderseits auch die Zahl der Arbeitslosen.
In den Regionen oberhalb 4000 Metern versorgen die Nomaden ihre Kaschmirziegen. Haupthandelsgut ist die hochwertige Kaschmirwolle. Auf dem Rücken von Maultieren, Yaks oder Eseln wird die Wolle zu Tal gebracht.
Aufgrund der abgeschiedenen und verkehrsfeindlichen Lage der Region sind weder bergbauliche Aktivitäten vorhanden noch hat sich Industrie angesiedelt.

## Tourismus

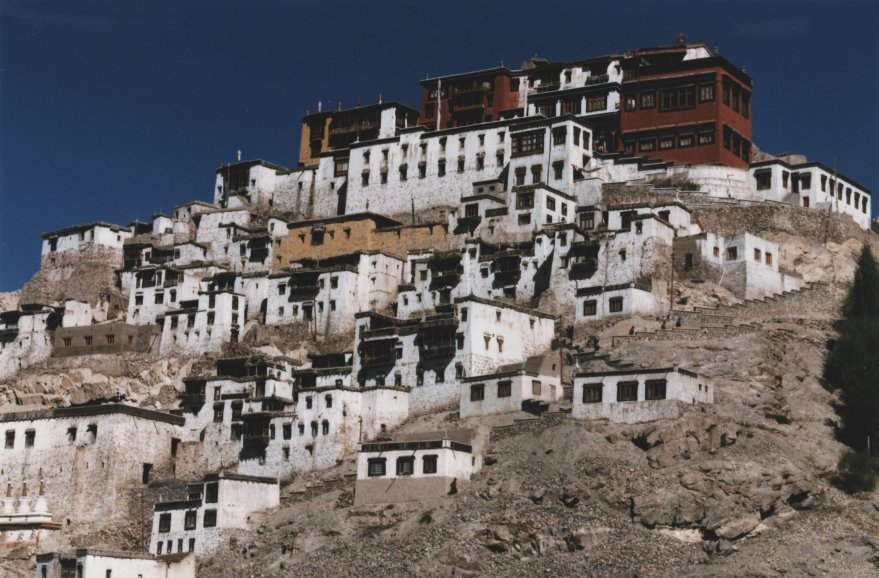
Kloster Tikse

Die Hauptreisezeit für Touristen ist von Juni bis August. Bereits von der Hauptstadt Leh aus kann man zahlreiche Trekkingtouren unternehmen, die sich teils über mehrere Wochen erstrecken können. Bei Routen über 6000 m ü. d. M. ist eine Genehmigung erforderlich.

## Flora und Fauna
In den 1870er Jahren ging der österreichische Asienforscher, Zoologe, Botaniker und Paläontologe Ferdinand Stoliczka daran, die Tier- und Pflanzenwelt Ladakhs zu erforschen.
Die Tierwelt hat viel gemein mit der Zentralasiens und teilweise auch Tibets. Zugvögel verbringen den Sommer im kühleren Ladakh. Finken, Drosseln und Rotschwänze sowie der Wiedehopf sind zu finden. Die Braunkopfmöwe sucht die Wasser des Indus und Seen Changthangs auf.
Rost- und Streifengänse sowie die seltenen Schwarzhalskraniche sind an den Gewässern Ladakhs beheimatet, ebenso Tibetkönigshühner, Chukarhühner und Rabenvögel. An Greifvögeln finden sich Bartgeier und Steinadler. In Gewässernähe lebt stellenweise die seltene Ladakh-Kröte (Bufotes latastii).
Unter den Paarhufern gibt es ein reichliches Vorkommen von Blauschafen. Die bestens angepassten Sibirischen Steinböcke treten in den westlichen Regionen Ladakhs auf. Argalis finden sich in einer Stückstärke von 400 Tieren. Sie bevorzugen offenes Terrain, da sie im Gegensatz zu Artgenossen die Flucht vor Feinden nicht durch Kletterei ergreifen. Tibetantilopen sind berühmt für ihre Königswolle Shahtoosh, die nach Erlegung des Tieres gezupft wird. Im östlichen Grenzgebiet zu Tibet leben Tibetgazellen. In Konkurrenz um die Weidegründe leben die Kiang mit den Nomaden. Vornehmlich im Hemis-Nationalpark leben vereinzelte Schneeleoparden, Eurasische Luchse und tibetische Wölfe. Pfeifhasen, Wühlmäuse, Murmeltiere und Tibetfüchse als Feind der erstgenannten, leben in enger Nachbarschaft.
An Pflanzen setzen sich Sanddorn, Kümmel, Brennnesselgewächse und Wildrosen durch. Kapern, Katzenminzen, Kugeldisteln, Meerträubel, Rhabarber, Wucherblumen und die Steppenraute sowie weitere Sukkulenten wachsen in Ladakh. Wacholder wächst wild und in kultivierten Landschaften. Schwarz- und Balsam-Pappeln, Maulbeeren, Walnüsse, Weiden und Ulmen sowie Robinien und Zypressen sind anzutreffende Bäume.

## Filmdokumentationen
- Das Alte Ladakh (Ladakh – In Harmony with the Spirit) bei IMDb Deutscher Dokumentarfilm, Teil 1 der „Buddhismus-Trilogie“ von Clemens Kuby (Buch und Regie) aus dem Jahr 1986.
- Im Schatten des Himalaya. Ladakh – Im Land der hohen Pässe. Deutsche TV-Dokumentation von Peter Weinert aus dem Jahr 2003.
- Einsteins Erben und das Rätsel von Ladakh. TV-Dokumentation von Peter Prestel und Gisela Graichen aus dem Jahr 2005.
- Himalaya – Reich des Windpferdes. Teil 1 Ladakh (Teil 2 Spiti, Teil 3 Mustang). TV-Dokumentation von Hajo Bermann aus dem Jahr 2011.